# Ancien Institut pour le traitement des maladies des yeux du docteur Coppez
L'ancien Institut pour le traitement des maladies des yeux du docteur H. Coppez est un édifice classé de style Art nouveau géométrique édifié à Etterbeek, une commune de Bruxelles en Belgique, par Jean-Baptiste Dewin, un architecte qui s'est fait une spécialité de la construction d'édifices à vocation médicale.

## Localisation
L'ancien Institut pour le traitement des maladies des yeux est situé à Etterbeek, au numéro 68-70 de l'avenue de Tervueren, une artère créée à l'initiative du roi Léopold II à l'occasion de l'Exposition internationale de Bruxelles de 1897, afin de relier les Arcades du Cinquantenaire au Palais des Colonies à Tervuren.

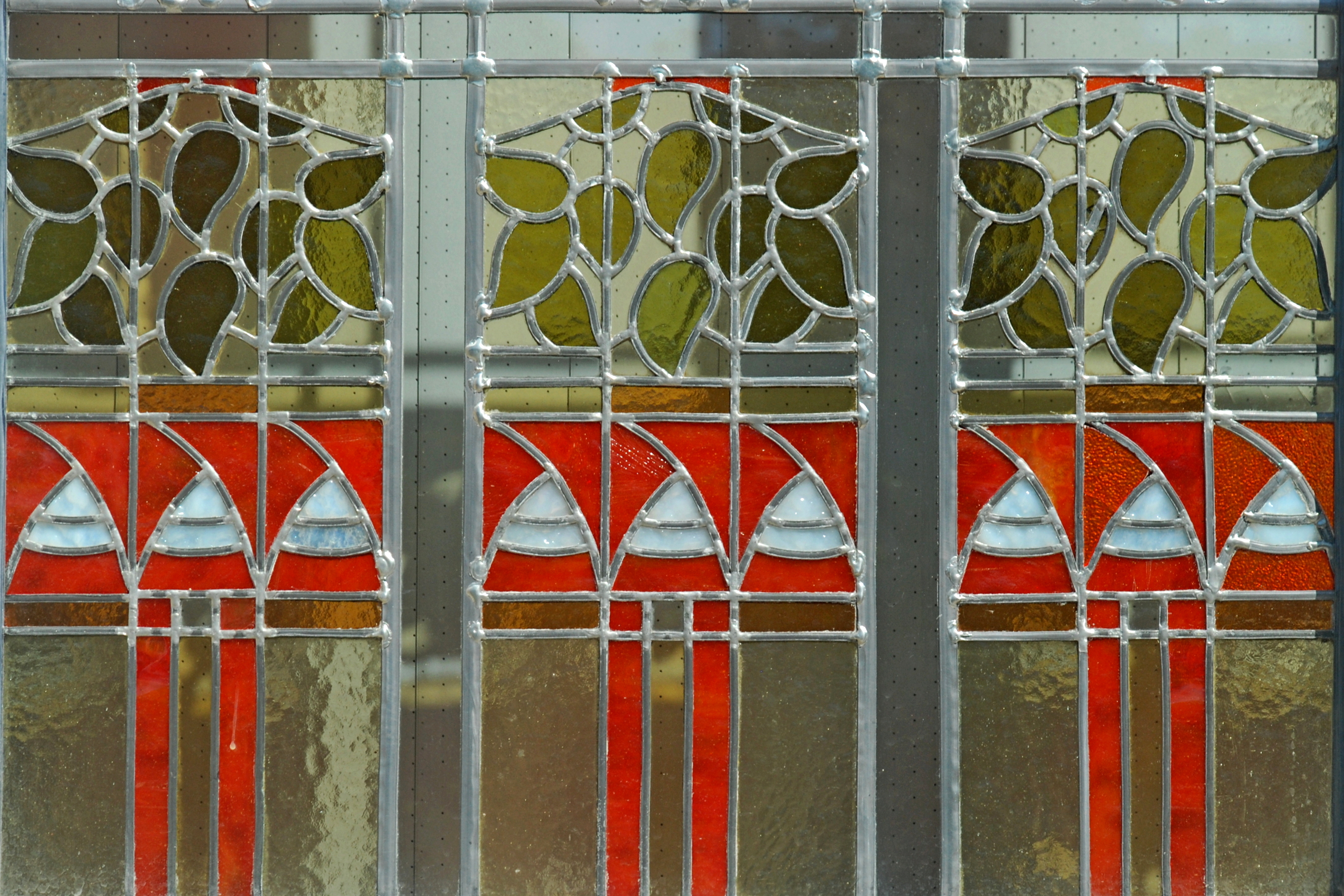
Vitrail de la porte d'entrée.

## Historique
C'est en 1912 que Jean-Baptiste Dewin réalise cet immeuble en style Art nouveau.
En 1920, Dewin établit les plans d'un petit bâtiment d'un niveau et d'une annexe situés à l'arrière.
L'édifice a été classé comme monument le 8 novembre 2007 sous la référence 2076-0026/0.
À la fin du XXe siècle et au début du XXIe siècle, le bâtiment conserve un lien avec le monde médical car il abrite le siège d'une mutualité neutre.

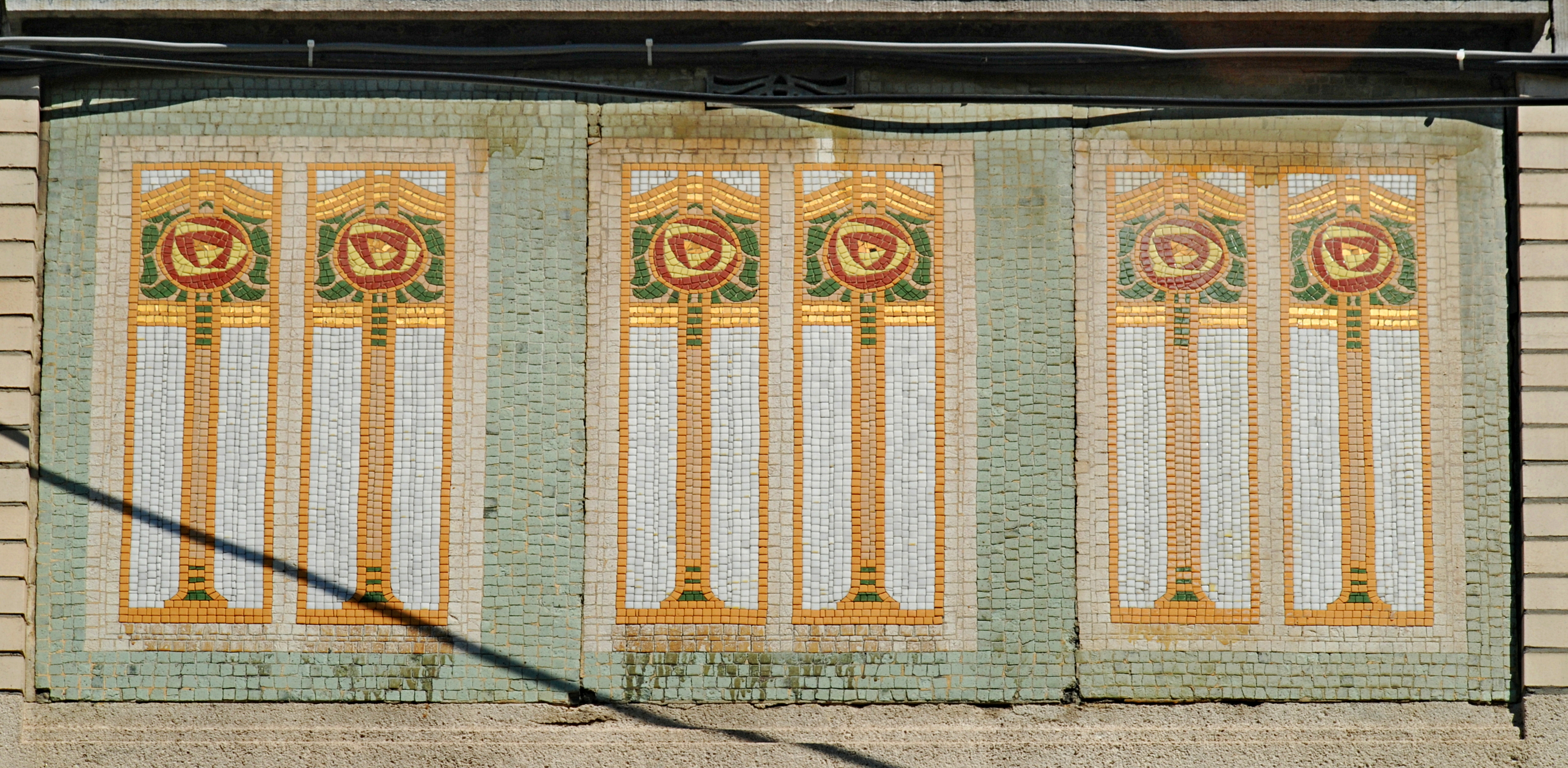
Panneau de mosaïque.

## Architecture
L'institut présente vers l'avenue une façade de trois étages en briques blanches sur soubassement en pierre bleue.
Cette façade comporte trois travées délimitées par de hauts pilastres qui courent sur toute la hauteur de la façade (ordre colossal).

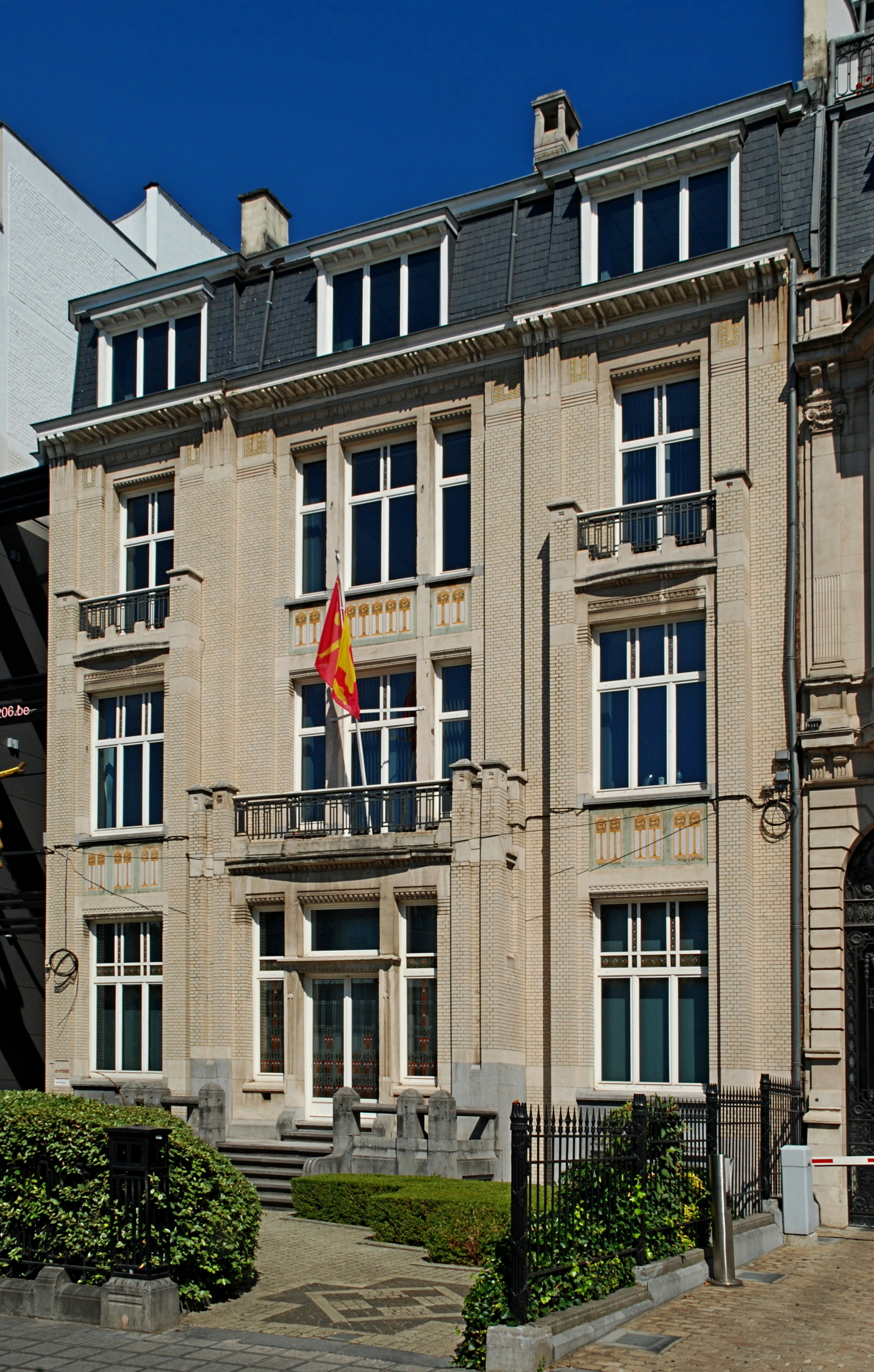
Façade.
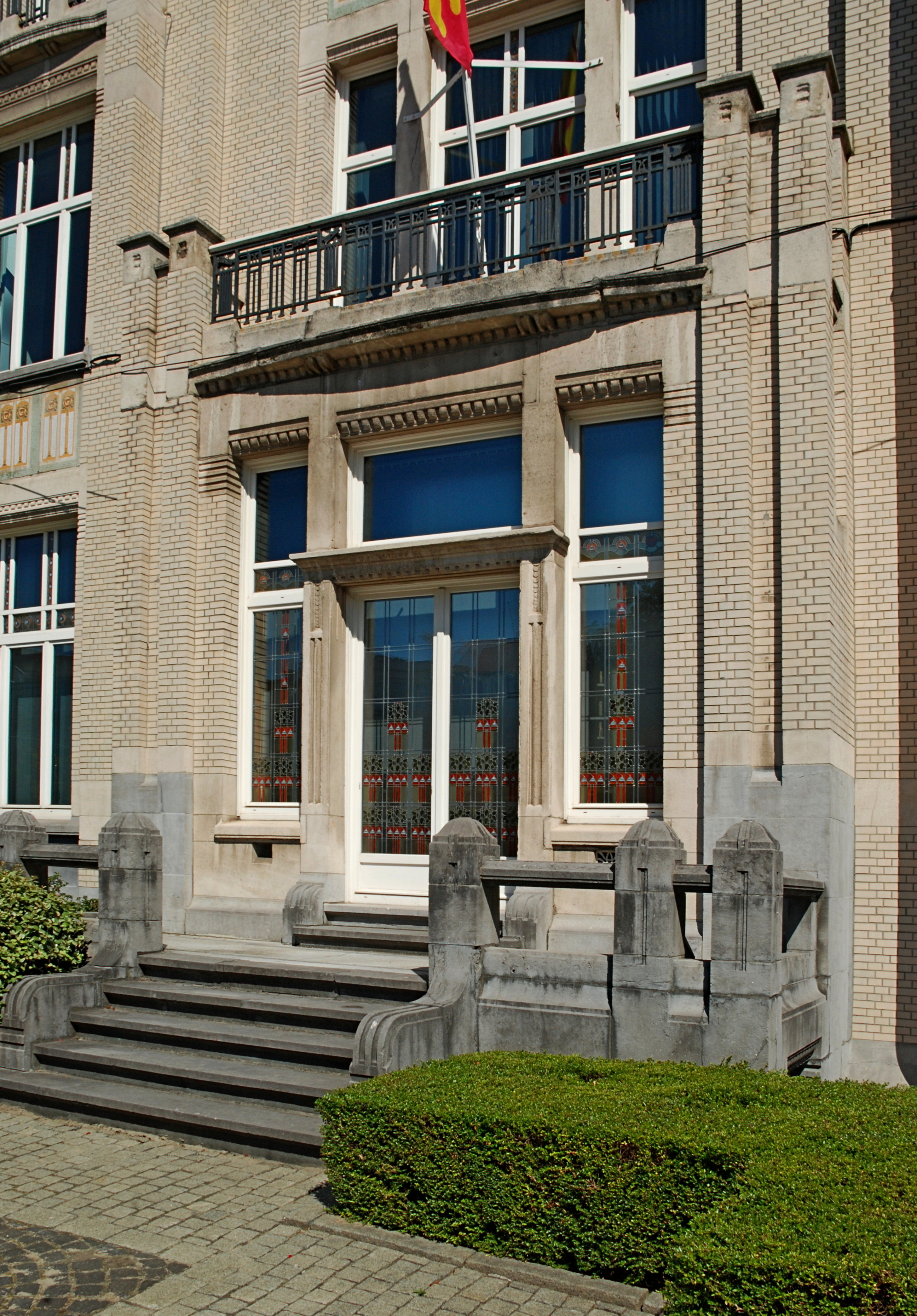
Porte.
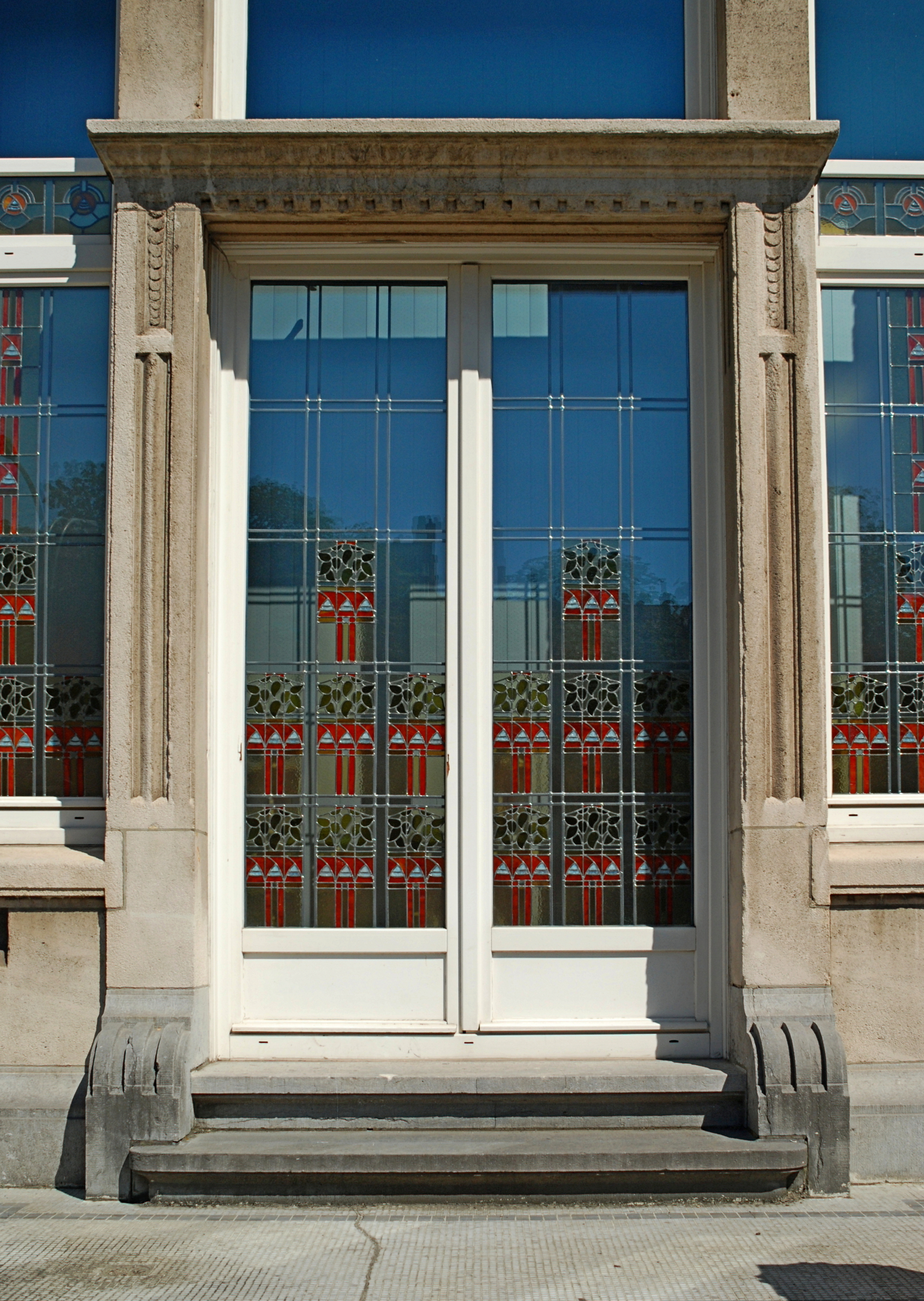
Porte.
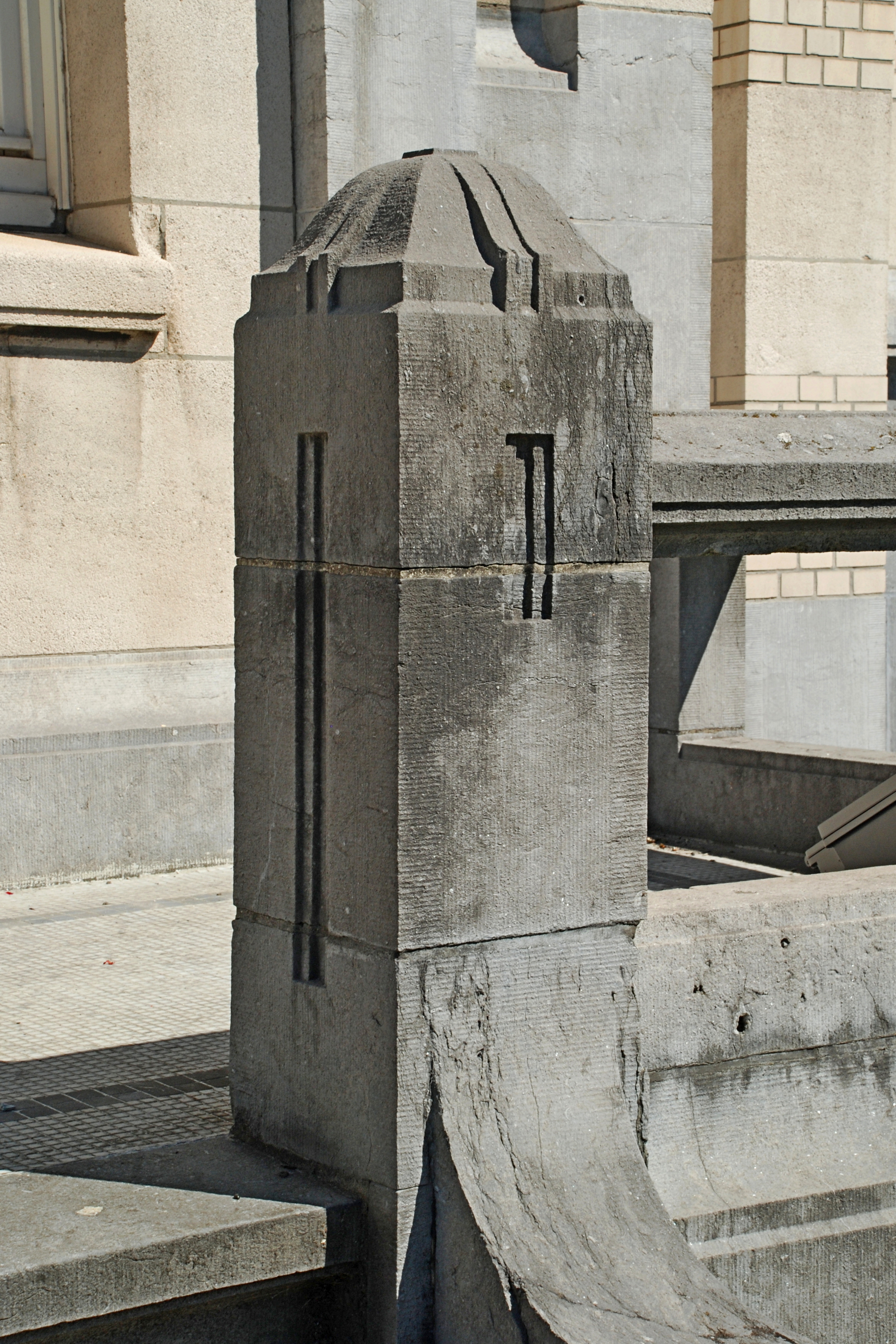
Balustre.